# Deutsche Messermacher Gilde

Logo der Messermachergilde

Die Deutsche Messermacher-Gilde DMG e.V. ist die Organisation der Hersteller handgefertigter Messer und Schneidwaren mit Sitz in Stuttgart. Deutschlandweit vertritt sie die Interessen der Mitglieder. Sie sieht sich auch als Vertreter der Messerschmiede, Messergraveure und Scrimshander, die an der künstlerischen Gestaltung von Messern und Schneidgeräten arbeiten. Die Messermachergilde führt dazu Ausstellungen und Veranstaltungen durch oder lässt diese durchführen, um das Handwerkswissen zu bewahren und zu verbreiten.

## Geschichte
Am 16. März 1986 fand die Gründungsversammlung statt. Die Sitzungsmitglieder waren Wolf Borger, Joachim Faust, Richard Hehn, Dietmar Kressler, Siegfried Rinkes, Friedrich Schneider, Günther Spretke und Egon Trompeter. Der Messermacher Egon Trompeter wurde mit der kommissarischen Führung des Vereins und mit der Erstellung der Satzung betraut. Im darauf folgende Jahr wurde am 23. März 1987 die Vereinssatzung verabschiedet. Hierzu kamen die Messermacher Franz Becker, Frans und Albert van den Heuvel und Thomas Spretke hinzu. Als erster Vorsitzender wurde Egon Trompeter im Amt bestätigt und Franz Becker als 2. Vorsitzender gewählt. Sie erhielten den Auftrag, die Vereinseintragung im Vereinsregister Stuttgart vorzunehmen und die Geschäfte der DMG zu führen.

## Organisation
Die DMG zählt nach eigenen Angaben über 100 aktive Mitglieder, darunter nicht nur aus Deutschland, sondern auch aus Österreich, der Schweiz, Italien, Frankreich, den Niederlanden, Belgien, Ungarn, der Tschechischen Republik, den USA, Kanada und Südafrika. 1. Vorsitzender ist Erich Niemeier.
Es wird zwischen drei verschiedenen Mitgliedsarten unterschieden:
- Ordentliche Mitglieder: aktive Messermacher
- Fördermitglieder: Messersammler oder Messerhändler, die den Vereinszweck unterstützen
- Ehrenmitglieder: Personen, die sich insbesondere um die Ziele des Vereins verdient gemacht haben

Ein Mitgliedsanwärter auf ordentliche Mitgliedschaft muss von drei ordentlichen Mitgliedern empfohlen werden. Darüber hinaus muss er fünf Messer eigener Herstellung dem Aufnahmegremium der DMG zur Begutachtung vorlegen. Danach findet nach einem Bewährungsjahr die Aufnahme im Rahmen einer Generalversammlung statt. Förderer und Ehrenmitglieder werden vom Vorstand vorgeschlagen und von der Versammlung gewählt.

## Aktivitäten und Ziele
Außer der Pflege der Messermacherkunst und der Unterstützung der Mitglieder bzw. der Durchführung von Ausstellungen handgefertigter Messer will die DMG dem Kunstliebhaber  Qualität und eine Orientierungshilfe beim Kauf von handgefertigten Messern sein. Das gilt nicht nur für die Qualität der Erzeugnisse, sondern auch für ein faires Geschäftsverhalten der Mitglieder.
Die DMG gibt ein Qualitätszertifikat aus, das der Messermacher jedem Messer beifügen muss. Darin sind  Daten wie Stahlqualität, Klingeneigenschaften, verwendete Materialien sowie ausgeführte Gravuren dokumentiert. Dieses Dokument kann bei Unstimmigkeiten oder Weiterverkauf des Stücks herangezogen werden. Bei Unregelmäßigkeiten seitens eines Mitglieds ist der Vorstand der DMG ansprechbar.
Die DMG veranstaltet jährlich  eine Ausstellung im September in Sindelfingen. Hierbei stellen die Mitglieder ihre Erzeugnisse zum direkten Verkauf aus. Darüber hinaus finden Fachseminare und Vorträge zum Thema „Messer“ statt.
Die bislang jährlich im Mai durchgeführte Messermachermesse in Solingen findet 2019 nicht statt.
Ab 2020 wird in Zusammenarbeit mit dem Klingenmuseum Solingen, dem Deutschen Schneidwarenverband und der Stadt Solingen eine neue Messerausstellung im Mai organisiert.